# Escadrons légers du Levant
Les escadrons légers du Levant sont des unités de cavalerie levées pour défendre mandat français en Syrie et au Liban.
Créés comme forces supplétives de l'armée du Levant à partir de 1922 et renommés escadrons légers le 1er janvier 1927, ils sont majoritairement recrutés dans les minorités syriennes (tcherkesses, druzes, alaouites, kurdes, hauranais, tchétchènes). Régularisés en 1930 dans les troupes spéciales du Levant, ils passent en 1945 dans la nouvelle Armée syrienne.

## Formation

### Les escadrons supplétifs
Les premiers partisans montés sont recrutés en 1922 par Philibert Collet au sein de la communauté tcherkesse.

### Régularisation (1927-1930)
L'historien Jean-David Mizrahi note que les hommes des troupes supplétives sont recrutés par la France selon une logique communautaire, principalement «au sein des minorités ethniques ou religieuses : Kurdes, Tcherkesses, Ismaéliens et Druzes représentent ainsi 11 % de la population totale des États du Levant, mais 63,4 % des effectifs des escadrons légers ». En 1927, plus de 35 % des cadres militaires syriens sont issus des troupes supplétives ; ce sont des chefs traditionnels kurdes, druzes ou tcherkesses ; « le pouvoir mandataire facilite en fait l’introduction de logiques communautaires au sein même de la hiérarchie militaire syro-libanaise», écrit J-D Mizrahi, « ce qui a des conséquences politiques considérables ».

## Présentation de certains escadrons

### Escadrons druzes (1erà9e)
Ils sont créés en 1926 et numérotés en 1927 1er à 6e escadrons légers du Levant. Le sixième escadron est dissous en 1938 mais quatre nouveaux escadrons sont formés après 1941.

### Escadrons tcherkesses (12eà19eet30eà42e)
Ils sont créés à partir de 1922 et numérotés 12e à 19e escadrons légers du Levant. Le 16e escadron est dissous en 1937 pour former le 1er escadron de chasseurs à cheval libanais.
Des escadrons de partisans, numérotés du 30e au 42e, sont formés en 1940 et dissous en 1941.

### 18eescadronléger du Levant
Cet escadron cesse d'être rattaché au groupement tcherkesse dans les années 1940 et fait partie du groupement d'escadrons légers Nord-Syrie.

### 19eescadronléger du Levant
Cet escadron cesse d'être rattaché au groupement tcherkesse et fait partie à partir de 1934 du groupement d'escadrons légers de Djezireh.

### 20eescadronléger du Levant
Cet escadron, à majorité alaouite, fait partie du groupement d'escadrons légers Nord-Syrie à partir de 1934.
Son insigne présente la jument ailée Bouraq, sur une étoile à cinq branches.

### 21eescadronléger du Levant
Cet escadron est formé en avril 1930 à Marjayoun au Liban, avec des cavaliers tcherkesses et ismaéliens (son recrutement devient ensuite kurde). Il fait partie à partir de 1934 du groupement d'escadrons légers de Djezireh puis du groupement d'escadrons légers Nord-Syrie après 1942.
Ses cavaliers portent un kolpak en astrakan noir avec au sommet un fond plat bleu ciel orné de deux galons dorés croisés. Les galons et les boutons sont argentés, les pattes de collet bleu ciel avec soutaches et grenade en fil argenté.
Son insigne présente la jument ailée Bouraq, sautant au-dessus d'un croissant.

### 22eescadronléger du Levant
Cet escadron est formé en 1926 dans le Hauran, où ses cavaliers sont recrutés. Il est dissous en 1931.
Il est recréé le 1er février 1944.
Son insigne présente un cavalier sur une crête montagneuse, se profilant sur un soleil levant.

### 23eescadronléger du Levant (lanciers de la Haute-Djezireh)
Cet escadron est majoritairement constitué de cavaliers tchétchènes. Il fait partie à partir du groupement d'escadrons légers de Djezireh créé en 1934. Après 1942, il fait partie du groupement d'escadrons légers de l'Est-Syrie.
Ses cavaliers portent un kolpak en astrakan gris avec au sommet un fond plat bleu ciel orné de deux galons argentés croisés. Les galons et les boutons sont argentés, les pattes de collet bleu ciel avec soutaches et grenade en fil argenté.

### 24eescadronléger du Levant
Cet escadron, recruté en Haute-Djezireh, fait partie à partir de 1934 du groupement d'escadrons légers de Djezireh. Après 1942, il fait partie du groupement d'escadrons légers de l'Est-Syrie.
Ses hommes sont armés du poignard courbe.

### 25eescadronléger du Levant
Cet escadron est numéroté 35e du 1er janvier 1927 au 1er avril 1930. Il est formé de cavaliers ismaéliens, tcherkesses et syriens,. Il fait partie à partir du groupement d'escadrons légers de Djezireh créé en 1934. Après 1942, il fait partie du groupement d'escadrons légers de l'Est-Syrie.
Son insigne montre, sur un croissant, un cavalier coiffé du keffieh et brandissant son mousqueton.

### 26eescadronléger du Levant
Cet escadron est formé en 1925 à Idleb sous le nom de 1er escadron de gardes mobiles, à recrutement alaouite (avec un appoint de Kurdes). Il est renommé 26e escadron léger en 1927. Il fait partie du groupement d'escadrons légers Nord-Syrie à partir de 1934. Il prend brièvement le nom de 1er escadron de gardes à cheval du sandjak d'Alexandrette de mars à octobre 1938.
Son insigne, dessiné dans les années 1930, présente, inscrit dans un croissant, le buste d'un buste de cavalier (coiffé du kalpak) à côté de son cheval. Le cavalier porte un fanion avec le numéro 1.

### 27eescadronléger du Levant (escadron kurde)
Cet escadron est formé en 1926 à Alep sous le nom de 4e escadron de gardes mobiles, à recrutement kurde. Il est renommé 27e escadron léger en janvier 1927. Il fait partie du groupement d'escadrons légers Nord-Syrie à partir de 1934.
Son insigne montre, sur un croissant, un cavalier coiffé du bonnet pointu des Kurdes et brandissant son mousqueton.

### 28eescadronléger du Levant
Cet escadron est formé à partir de la milice alaouite d'Antioche. Il est à majorité alaouite mais compte aussi des Kurdes, des chrétiens syriens et des Turcs. Il fait partie du groupement d'escadrons légers Nord-Syrie à partir de 1934. Il est renommé 2e escadron de gardes à cheval du sandjak d'Alexandrette de mars à octobre 1938.

### 29eescadronléger du Levant
Cet escadron est formé en 1944. Il est rattaché au groupement d'escadrons légers de Nord-Syrie.

### 30eescadronléger du Levant
Cet escadron est formé en 1944. Il est rattaché au groupement d'escadrons légers de l'Est-Syrie.

### 31eescadronléger du Levant
Créé en 1944, cet escadron est rattaché au groupement d'escadrons légers de l'Est-Syrie.

### 32eescadronléger du Levant
Le journal des marches et des opérations de cet escadron va du 1er janvier 1928 jusqu'en 1929.
Cet escadron est reformé en 1944. Il est rattaché au groupement d'escadrons légers de Nord-Syrie.

### 34eescadronléger du Levant
Le journal des marches et des opérations de cet escadron va du 1er janvier 1928 au 30 décembre 1929.

### 35eescadronléger du Levant
Cet escadron est formé en juin 1926 sous le nom de 21e escadron de gardes mobiles. Renommé 35e escadron léger du Levant le 1er janvier 1927, il prend le numéro 25 le 1er avril 1930.

### 36eescadronléger du Levant
Le journal des marches et des opérations de cet escadron va du 1er novembre 1928 au 27 décembre 1929.

## Armement
Les cavaliers des escadrons légers sont initialement armés de la carabine Mauser Kar 98A, remplacée ensuite par des mousquetons modèle 1892, avec baïonnette. Chaque peloton dispose d'un fusil-mitrailleur modèle 1915, remplacé ensuite par un fusil-mitrailleur modèle 1924.